# Tomás Pineda
Tomás Ernesto Pineda Nieto (Santa Ana, 21 de janeiro de 1946) é um ex-futebolista salvadorenho que atuava como goleiro.

## Carreira
Pineda representou El Salvador na Copa do Mundo FIFA de 1970  no México, mas não jogou nenhuma partida.
Ele jogou duas partidas qualificatórias na Copa do Mundo FIFA de 1978.